# 夏曉華
夏曉華（1919年—2003年3月5日），出生於浙江孝豐，1937年（民國26年）考進軍事委員會幹訓班。1947年（民國36年），創辦中國新聞資料供應社。1950年（民國39年），創辦正義之聲與正聲廣播公司。1964年（民國53年），創辦台灣日報、台灣晚報。長子夏鑄九，為國立台灣大學建築與城鄉研究所退休教授；次子夏禹九，曾任國立東華大學環境學院院長；長女夏林清，曾任輔仁大學心理學系教授。

## 生平

### 早期辦報經驗
1937年七七事變爆發，緊接著八一三淞滬會戰，夏曉華當時還在杭州高中念書，他利用假期回到老家浙江孝豐，卻發現當地看不到上海、杭州的報紙。於是，與幾個同學利用縣政府的收音機、民眾教育館的油印機、同學的捐款，大家分工合作，印行了一份名為「小快報」的油印報紙。這份小報在資訊匱乏，卻受戰爭震撼的山城孝豐大受歡迎。「小快報」一份訂價一個銅板，由上海逃難返鄉的報販叫賣，一次發行量高達五百多份，一個月結算下來，居然積集了七十多元。假期結束，夏曉華趁返校將這筆錢捐給「東南日報」作為抗日獻金。

### 報務員時期
同年夏曉華投筆從戎，與同學27人一起考進軍事委員會訓練總監部舉辦的幹訓班，旋即搭乘浙贛鐵路火車經南昌、九江，再換長江輪至武昌（班址設在武昌平閱路武昌行營對面）報到。
夏曉華入學之後，始知考進的是特種通訊工作的訓練班，班主任是戴笠，副主任魏大銘，實際負責的是教育長董益三。訓練班講求速成，訓練三個月，學習通訊技術與初級無線電工程，外加一些密碼學，即分發各地。受訓後期，夏曉華在漢口（原日本租界一家休業的大舞廳）實習，在日機轟炸下訓練。結訓後，每人配備二瓦半的特工收發電報與密碼本通訊資料，逕行向指定的敵前或敵後布建的特工單位聯絡。夏曉華先被分發到位於長沙朱家花園的總台擔任實習報務員，因為主動請纓，要求派赴前線，旋即受命至廣州支台（設在霞飛坊一家公寓）擔任報務員。夏曉華某日中午當班，日機空襲警報響起，不能離機，轟然一聲，炸彈落在隔鄰，炸死三人，夏曉華半埋在牆磚泥灰裡逃過一劫。
接著，夏曉華奉派到廣東惠州擔任主任報務員，接替因為肺病不能工作的呂挽瀾（祖籍廣東四邑的旅美華僑）。期間負責惠州情報工作的軍統局惠州組，檢舉城防部隊駱鳳翔部下走私鎢沙出口。中央交查，駱鳳翔意圖報復，將不明就理的夏曉華，以疑為漢奸為名，五花大綁投入牢中。經惠州組要求，由惠州專員公署池中寛司令出面交渉獲釋。1938年（民國27年）雙十節後兩天，日軍狂炸惠州，登陸大亞灣，10月15日日軍佔領惠州城，夏曉華率電台倉皇避難，躲到城郊嶺背堂陳氏祠堂落腳。因為不通廣東話與當地通行的客家話，唯恐開口被識破，只能對外假裝成啞巴工作。夏曉華在祠堂瓦簷下架設秘密天線，並與重慶、香港取得聯絡，但未與組方連繋上，所以只能躲在路邊數數路上往來的日軍車輛上報重慶。日軍佔領惠州兩個月，幾度巡查陳氏祠堂，某次逐屋搜查，夏曉華帶著收發報機與電台密本，伏身躲藏在屋外草堆，看著日軍的「大皮鞋走過身邊」。夏曉華在惠州兩年曾感染痢疾，當地天主教醫院束手無策，幾乎喪命，乃服用生鴉片泡水止住腹瀉，再求中醫診療，幸而痊癒。
夏曉華大病之後，再三請調終於獲准，於民國三十年調到「前線的後方」韶關。夏曉華在韶關的時間不長，但是有一段「諜報戰」的經歷讓他這個發報員終身難忘。這件事的背景是，日軍以為可以勸降第七戰區司令余漢謀，於是從駐澳門的特務機關派出三名漢奸前往南雄向第七戰區司令部洽降。只是日軍不知道此事早以被軍統局洞悉，而且是戴笠親自到韶關部署。軍統局一方面讓第七戰區司令部與三名漢奸虛與委蛇，拖延時間；另一方面命負責韶闗站台的夏曉華，破解三名漢奸與日本駐澳門特務機關往來的電報。往後一個多月，軍統局透過破解的電文，掌握日軍心態，「騙」得日軍匯來用以買通國軍（一個士兵兩塊錢）的鉅款。待日軍發現苗頭不對，得知余漢謀居然不願意和三名漢奸合影為證時，派出27架飛機大炸韶關。結果國軍早已備妥因應，沒有什麼死傷，而三名漢奸也押解到重慶接受審判。 

### 軍統局本部時期
1941年（民國30年）8月，夏曉華調到重慶軍統局第四處考核科，初任科員，「使用的不再是耳機與發報機的key，而是拿筆桿，辦人事了。軍統局第四處主管的是電訊工作，我負擔的工作是人事行政，單位先是『股』而後擴大為『科』。對我是一種新的嘗試與挑戰，考核科主管電訊人員的訓練、派遣、考核。三年間，我由小科員而股長、科長。」在這段時間由於經辦的業務與軍統局其他單位時有接觸，「我漸對軍統局與戴笠先生（老闆）其人其事開始有所了解……我對戴笠先生所知不多，他所從事的工作極少曝光，所以予人有一種神秘感，一般所謂的特務工作，我毫無參與的機會，我為抗戰而投身的工作，只止于秘密電臺以及後來的人員訓練、派遣、考核而已。」
1945年（民國34年）8月10日，重慶各報以號外報導日本透過瑞士表示接受波茨坦宣言，請求無條件投降的新聞。早在前兩天，軍統局技術研究室（第四處所屬專研密碼單位）已經破譯日本的電文，並以電話通報四處，電文由夏曉華的同事張洛民抄錄後，兩人同赴羅家灣局本部，再以電話傳到黃山委員長官邸。8月15日，中、美、英、蘇四國正式宣佈接受日本投降。隨後，日軍開始洽談投降事宜，其間來去電報，夏曉華親歷其境。夏曉華說：「八年的辛苦，我們終於勝利了……清查八年前我們一起從『杭高』投軍抗戰的二十七位同學的生死存亡，記錄是：七分之一的人犧牲了，這個比例也不算低，他們為國捐軀而我倖存，我真是個幸運兒。有人說：敵後工作者是無名英雄，而我只是個敵前敵後無名小卒而已。」

#### 軍統局「小公報」
夏曉華說，他在重慶這段時間，從打電報變成拿筆桿辦人事，每天八小時工作之外，晚上還得加班兩小時，「工作重，生活苦，我卻有興趣辦一張壁報，名曰『小公報』，那是由最愛看的『大公報』而來」。「小公報」雖然只有一張，但是夏曉華利用軍統局傳遞的「交通」，把「小公報」流傳到軍統局位在西北、西南的各支台。
「小公報」這份壁報在夏曉華一生值得一提，不只在於它反映了夏曉華對新聞的熱情，也可以看出夏曉華日後興辦新聞事業敢言的端倪。他當時是軍統局第四處考核科科長，找了幾個同好，就動手動腳編起了壁報，還把壁報張貼在處長魏大銘的辦公室門外。有回壁報刊出一張漫畫，上面畫著一個報務員正在工作，下面坐著的處長一手抱女人、一手拿杯子，杯子接著從報務員手臂滴下的血。這幅漫畫讓處長魏大銘不悅，但魏大銘只說了一句「豈有此理」。這幅漫畫的作者聶寅，後來擔任台視節目部副理，慧眼識英雄將黃俊雄布袋戲引進電視，至今為人津津樂道。
「小公報」不止諷刺處長，也跟副處長董益三唱反調。當時的背景是：報務人員長年坐在桌前，收發電報，工作單調，又看不到出路，於是有人產生不安於位的心態。董益三為了安定軍心，寫了一份小冊子「我們技術工作的指導理論」，大談技術人員的精神應該不受外在世界的誘惑，應把自己的工作視為第二生命。夏曉華與同事王心正不以為然，決定為同仁的不平而鳴，兩人聯手撰文分期刊登在「小公報」。夏曉華認為，「小公報」在軍統局「一向嚴苛的紀律下，獲得如此容忍，這是一個『異數』。」

### 創辦中國新聞資料供應社
抗戰勝利，夏曉華說：「我為抗戰而意外投入了軍統，抗戰既已勝利，我亟思擺脫這份工作。但軍統的工作只有請調，而從來不曾有過請辭不幹這回事。這有似終身職，我要走必須轉彎抹角找出可行的途徑。」民國三十六年，夏曉華利用中央警官學校警政班招考轉業軍人，脫離軍職（註：當時軍統局人員的訓練班學歷可改敘中央警官學校特警班，再以此學歷出任警官、檢察官或法官。夏曉華是否由此取得警官學校學歷待考）。
隨後一年左右的時間，國共戰爭膠著，各方對資訊需求若渴。夏曉華大展新聞報抱負，他與張洛民合作，創辦中國新聞資料供應社，供應各方、各行業的剪報資料，本身沒有出版物。「中國新聞資料供應社」訂購國內與香港等地可能訂得到的各黨各派的報紙，將其內容依綱目分類，然後成編印成一本包括兩千多條綱目的目錄，向各行各業徵求訂戶，結果大獲歡迎，不久收入已可平衡。「中國新聞資料供應社」功能類似通訊社，但又不是，因為它本身沒有派人採訪新聞，而是蒐集其他報紙，雜誌的新聞。不受制於當時中國傳播技術的低落，又能在國民黨的「中央社」、中共的「新華社」之外別樹一幟，「中國新聞資料供應社」堪稱創舉。夏曉華又與段維綱籌建北平「前門」廣播電台，與張聲麟、孫重華、嚴行威共同籌建漢口「正聲」廣播電台，並先後開播。夏曉華還想把新聞事業拓展到中國東北，便與由新疆迪化經南京赴佳木斯的劉殿庚，商定籌設電台，可惜局勢變化太大，未能如願。
1948年（民國37年），國共三大會戰相繼爆發，局勢對國民政府愈來愈不利。年底，保密局代局長毛人鳳找上夏曉華，要他接任交通警察局無線電台台長，「這份公職，使我的原計劃又打破了……我若拒絕，等於抗命要脫離軍統系統；如我拒絕而被疑，那後果是相當嚴重的。」恢復公職的夏曉華，一方面奉命將電台從南京疏散到湖南衡陽，再遷廣州；另一方面，計劃把中國新聞資料供應社的資料經廣州，運香港重新開張。1949年（民國38年）2月，當夏曉華還在猶豫要不要跟政府轉進重慶之際，魏大銘與毛人鳳先後約見，要他把重要的設備與人員遷往臺灣。毛人鳳提到中共廣播心理作戰發揮的作用，進一歩徵詢他是否有意在臺灣開辦廣播電台；這番話讓已經有開辦「正聲」、「前門」電台經驗的夏曉華更決意前往臺灣，這個決定展開了他為時十四年的廣播生涯。令夏曉華遺憾的是，運送中國新聞資料供應社資料的漁船才到廣東海域，廣州已經淪陷。

### 抵台創立「正聲廣播電台」與「正義之聲廣播電台」
1949年夏曉華來台，一口氣創立「正聲廣播電台」與「正義之聲廣播電台」。「正聲廣播電台」是民營電台的業務，可是，保密局除了提供一部T4四百瓦中波發射機，其餘一切都得靠夏曉華自力更生。其執照是漢口正聲的，從昆明航寄來台，經行政院長閻錫山批准在台復業。設置電台的土地是電台同仁在芝山岩找到的一棟破舊民房，兼做宿舍。人事費用只有少數原有軍職的人仍有軍職待遇，不用正聲支付，其餘例如節目部的播音員，撰稿人，既是公開招聘，就得比照同業行情。至於「正義之聲廣播電台」則是保密局的「心理作戰組」對外的名稱，負責對大陸廣播，但是保密局只提供一部TDH三千瓦短波機。
夏曉華創辦「正聲廣播電台」，又兼任「正義之聲廣播電台」台長，而與保密局產生了從屬關係，不只讓人誤以為「正聲」是保密局辦的，也為日後保密局長葉翔之企圖利用這種錯綜複雜的關係，將「正聲廣播電台」據為己有創造了機會。
「正聲廣播電台」於1950年4月1日開播，當時台灣的民營電台只有從上海遷來的「民本」，是「正聲廣播電台」唯一的商業對手，但是，收入僅靠商業廣告的正聲，還得養一個對大陸廣播，毫無收入的「正義之聲廣播電台」，經營得「十分吃力，有時連伙食費都成問題，會計郭先知兄曾為之伏案痛哭。」
財務問題逼得夏曉華必須求變。1952年（民國41年）「正聲廣播電台」遷移到台北市長安西路，「這一歩驟發生了顯著的作用，不但兩個電臺的收支達到了平衡，而且還還清了積債。不久我們更籌到一筆錢，而芝山岩原址的山坡上，營建了一排簡單的平房，『正義之聲』也遷出了破漏不堪的樓房了。」
韓戰讓兵敗如山倒的國民政府在台灣暫時鬆了一口氣。1954年（民國43年），保密局長毛人鳳徵得夏曉華同意，將「正聲廣播電台」改組為「正聲廣播公司」，由毛人鳳出面引進本地資金。其目的，一則可以改善正聲的財務負擔，二則，是毛人鳳已奉蔣中正總統的指示「邀集本省企業家及縉紳投資參加，因為『正義之聲』是對大陸廣播的，他們能投資『正聲』也就是參加反共的行列了。」
「正聲廣播電台」財務步上正軌，讓夏曉華對新聞的熱情與創意得以透過開設節目展開。廣播界名人陳明（陳江龍）在其〈追憶正聲的夏總時代〉一文指出：「在夏老總領軍開疆闢土之下，經過十年慘澹經營，一躍成為全省擁有八個分台的最大民營廣播公司……談到當年節目上的表現，很多聽眾可能聽過，甚至印象深刻」。例如：
1. 「今日短評：你說對不對」：這個打從正聲開播日同時推出的評論節目，是夏先生親自設計出來的，至今未曾間斷，當年可是叫好又叫座的招牌節目。中央有些大官和民代，深怕被此「正義之聲」點名批判而敬畏三分，當然也為電台帶來不少壓力。1954年12月25日，舉行第二屆總統選舉前夕，「今日短評：你說對不對」斥責國大代表藉機要脅尋求連任的蔣中正，要求補助費與配建房舍。次日，國民大會代表羅甸服等怒指正聲「代替毛澤東說話」，引起全場騒動，有人揚言「去砸正聲電台」。調查局派人要求夏曉華到中山堂向國大代表道歉，他拒絕，行政院長陳誠召見，夏曉華答覆：「評論說得對」，並扛下責任稱：「文稿是我寫的」（實係另有其人）。
2. 「廣播英語」：在1950年代想學英語的社會人士漸多，正聲晨間英語教學節目，提供大家經濟實惠又方便的學習機會。主講人張澍、林以白老師因此桃李滿天下。
3. 「先生們不要聼」：夏總經理推出此一節目，原是為了指引婦女聽眾一些生活良方，希望婦女聽眾要聽，卻意外吸引了許多先生們要聽，而且很愛聽。[ref 4][note 2]
4. 「東京一週」：這是夏總於1958年（民國47年）赴日考察，與東京廣播界交換的節目，正聲各台每週日21時到22時聯播。初由曾輝隆主持，後由李香蘭接手，有很多日本迷愛聼。
5. 「三百六十行」：這也是夏總策劃的節目，1959年（民國48年）開播，先由王彤主持，後由江南（劉宜良）接任，他背著錄音機，走遍大街小巷，以報導各行各業為題材，在台北台播出。
6. 「夜深沉」：1958年3月在台北開播。北部有不少達官顯貴收聼，美國新聞處長司馬笑（John Alvin Bottorff）因為收聽該節目，進而追求主持人藍明（何藝文），因而結為夫妻，一時引為台北藝文界美談。
7. 「快樂之門」：1961（民國50年）12月播出，並在全省聯播。由吳明、鄭婉共同主持。每天半小時，卻讓人回味無窮。
8. 「空中劇場」：正聲空中影劇團（團長是人稱「寶二爺」，節目中化名「水金」的李寶淦）演播，全省各台每天19:30到20:00播出的國語廣播劇。
9. 「我為你歌唱」：正聲頗具代表性的招牌節目。為加強節目內容，培植歌唱人才，當年除了開辦正聲歌唱訓練班外，每年還舉辦全省性的歌唱比賽，優勝者加入節目中演唱，主持人則由名歌星擔任，因此頗為叫座。[ref 5][note 3]
10. 「歌仔戲」：1961年至1963年（民國52年）間，正聲各台相繼成立歌劇團，並在台內現場演唱，甚至巡迴各地演出而轟動一時。楊麗花（天馬）、王金櫻（五虎）、洪明雪、洪明秀（農民）等都是當年在正聲電台發跡後，踏入電視界而成為歌仔戲紅星。[ref 6][note 4]
11. 「農家樂」：是一個農業節目，農民台於1963年開播，後來全省週日聯播。當年主持人：賴伶、趙美玉、廖春梅（梅芳）、黃碧玉、陳梅並稱「農家樂五姐妹」頗受歡迎，農村家庭絕大部分是本節目的聽眾。

對夏曉華來說，「廣播與出版同時是大眾傳播的重要工具，兩種可以相輔相成」。「正聲廣播電台」先後推出的出版品有「正聲英語教材」，「正聲兒童」月刊，以及為配合「我為你歌唱」等節目，出版的國、英、台語歌選，共四種，其中以「正聲歌選」發行量最大，為電台帶來可觀的利潤。獨有「正聲兒童」虧錢，讓夏曉華很頭痛，「正聲兒童」總編輯劉韞推介已在報紙展露頭角的漫畫家劉興欽，劉興欽滿口答應，立刻開闢一個名為「丁老師」的專題，他一筆畫下，「正聲兒童」銷售量馬上上揚，當期就賺錢，讓夏曉華喜出望外，並與這位才華出眾的年輕人結為忘年之交。日後，夏曉華創辦「台灣日報」，也找上劉興欽幫忙。

### 接手「台灣日報」
「台灣日報」於1964年（民國53年）10月25日創刊，社址設在台中縣大里鄉。其前身為原址在基隆的「東方日報」。夏曉華得知該報在基隆經營得很辛苦，故向「東方日報」洪吉嵐洽購。夏曉華同時採用時任台灣省農會主任秘書劉甲的意見，決定把「台灣日報」遷到台中縣。劉甲認為大里鄉與臺中市只有一溪之隔，發行區域可以輕易跨進台中市，而且劉甲已說服台灣省農會總幹事劉金約，邀集省農會與各地農會幹部參與，有助於報紙的推廣與發行。
「台灣日報」發刊初期，除了以新聞打開知度外，還以社會活動營造聲勢。1965年（民國54年），「台灣日報」繼「徵信新聞報」之後，舉辦第二次的台語影展。「影展於5月23日下午在台中體育館揭幕。中午時分，與會的導演、影星上百人乘坐轎車和遊覽車先在台中市區遊行，熱情的台中市民湧到馬路上爭看大明星，菜市場一度成為空城。當晚的影星大會，眾家影星表演精彩歌舞節目，近萬名觀眾掌聲雷動。而6月22日在台北中華體育館舉行的『民國五十四年國產台語影片展覽會頒獎典禮暨影星大會』，由省政府主席黃致詞頒獎，台語片影人熱烈出席。而觀眾票選的寶島獎，分為十大導演、十大男明星、十大女明星與五大童星，得獎人浩浩蕩蕩上台，領取這份由觀眾們給予他們的支持與肯定。」當天全場超過八千人，這在當時是少見的大活動。1968（民國57年）8月紅葉少棒隊在「中日少年棒球對抗賽」擊敗日本隊轟動全國，「台灣日報」立刻邀請紅葉隊巡迴全國舉行邀請賽。繼之，邀請知名的台語影星如白蘭等，以浩大的陣營在台中、高雄、台北等城市舉辦演唱會。這對「台灣日報」產生了相當的推廣作用。「台灣日報」創刊之初，得力於各級農會的推廣，不久，發行量即超過兩萬份，加上舉辦造勢，使報紙的發行量接近三萬份。
「台灣晚報」於1967（民國56年）3月間創刊。前一年，夏曉華得知「星島日報」因為香港發生暴動，有意收購彰化「中興日報」在台發行，於是由唐隸（台灣日報股東）出面，向吳萬恭、常本廣、洪吉嵐購得已處於半停刊狀態的「中興日報」發行權，改名「台灣晚報」，唐隸接任發行人，發行地址由彰化改為台中市。1971（民國60年）8月25日「台灣晚報」改名「台灣時報」，在高雄縣鳳山鎮創刊，「台灣日報」以輪轉印報機及必須附屬設備移轉高雄，作為「台灣日報」對「台灣時報」的投資。吳基福為首任董事長，夏曉華為首任發行人。

## 媒體生涯的自評
夏曉華在其自傳說道：「作為一個廣播電台的主持人，我從不認為是所有人；我祇是一個廣播節目的設計人與經營人而已。」但是這位憑創意在1950年代至1960年代新聞界開創一片天地的傳播界老兵，眼看一手創建的「正聲電台」、「台灣日報」、「台灣晚報」一一為人所奪，也不得不自嘲是「失落的廣播人」、「失敗的報人」。

## 年表
- 1919，民國八年，生於浙江孝豐
- 1937，民國二十六年，對日抗戰，考進軍事委員會幹訓班，學習通訊技術。
- 1938，民國二十七年，前往廣東惠州，擔任主任報務員。
- 1941，民國三十年，調韶關
- 1941，民國三十年，調重慶，任職軍統局第四處(電訊工作)，主管人事行政。
- 1942，民國三十二年，赴湖南耒陽招考學生，結識日後的妻子左柏華。
- 1942，民國三十二年，奉命轉赴西安，建立十二個秘密台，並參加西北考察團，在蘭州參加成吉思汗祭典。
- 1945，民國三十四年，返回重慶，進入設在浮圖關的中央訓練團黨政班三十一期受訓。
- 1945，民國三十四年，抗戰勝利，隨戴笠、魏大銘搭乘專機經漢口飛北平，撫慰遺族。
- 1946，民國三十五年，任職保密局第四處考核科長。
- 1947，民國三十六年，利用考進中央警官學校警政班招考轉業軍人，暫時脫離軍職。與張洛民合作，創辦中國新聞資料供應社，供應各方各業剪報資料。又與段維綱籌建北平前門廣播電台，與張聲麟、孫重華、嚴行威共同籌建漢口正聲廣播電台(即台灣的正聲廣播電台前身)。
- 1948，民國三十七年，保密局代局長毛人鳳任命為交通警察局無線電台台長，復任公職，奉命將交通警察局總局無線電台移往湖南衡陽。
- 1949，民國三十八年，交通警察局總局無線電台再遷廣州，同意保密局代局長毛人鳳派任，前往台灣，辦理電台業務。
- 1950，民國三十九年，創辦正義之聲與正聲廣播電台
- 1964，民國五十三年，創辦台灣日報
- 1967，民國五十六年，創辦台灣晚報
- 1971，民國六十年，台灣晚報改組更名台灣時報，遷高雄發行
- 1972，民國六十一年，退出台灣時報
- 1974，民國六十三年，台灣日報轉手
- 1984，民國七十三年，擔任小人國主題樂園顧問
- 2003，民國九十二年，辭世